# کمک سفلی
کمک سفلی، روستایی از توابع بخش مرکزی شهرستان اسدآباد در استان همدان ایران است.

## جمعیت
این روستا در دهستان چهاردولی قرار دارد و براساس سرشماری مرکز آمار ایران در سال ۱۳۹۵، جمعیت ۹۱۴ نفر (۲۷۹ خانوار) بوده‌است.